# Nedinoschiza seminigra
Nedinoschiza seminigra är en stekelart som först beskrevs av Gyöö Viktor Szépligeti 1901.  Nedinoschiza seminigra ingår i släktet Nedinoschiza och familjen bracksteklar. Inga underarter finns listade i Catalogue of Life.